# المشراح (النادرة)

تعديل مصدري - تعديل

المشراح محلة تابعة لقرية رباط الحوارة، التابعة لعزلة المفتاح الاعلى بمديرية النادرة إحدى مديريات محافظة إب في الجمهورية اليمنية، بلغ تعداد سكانها 86 حسب تعداد اليمن لعام 2004.